# Röntgentomographie

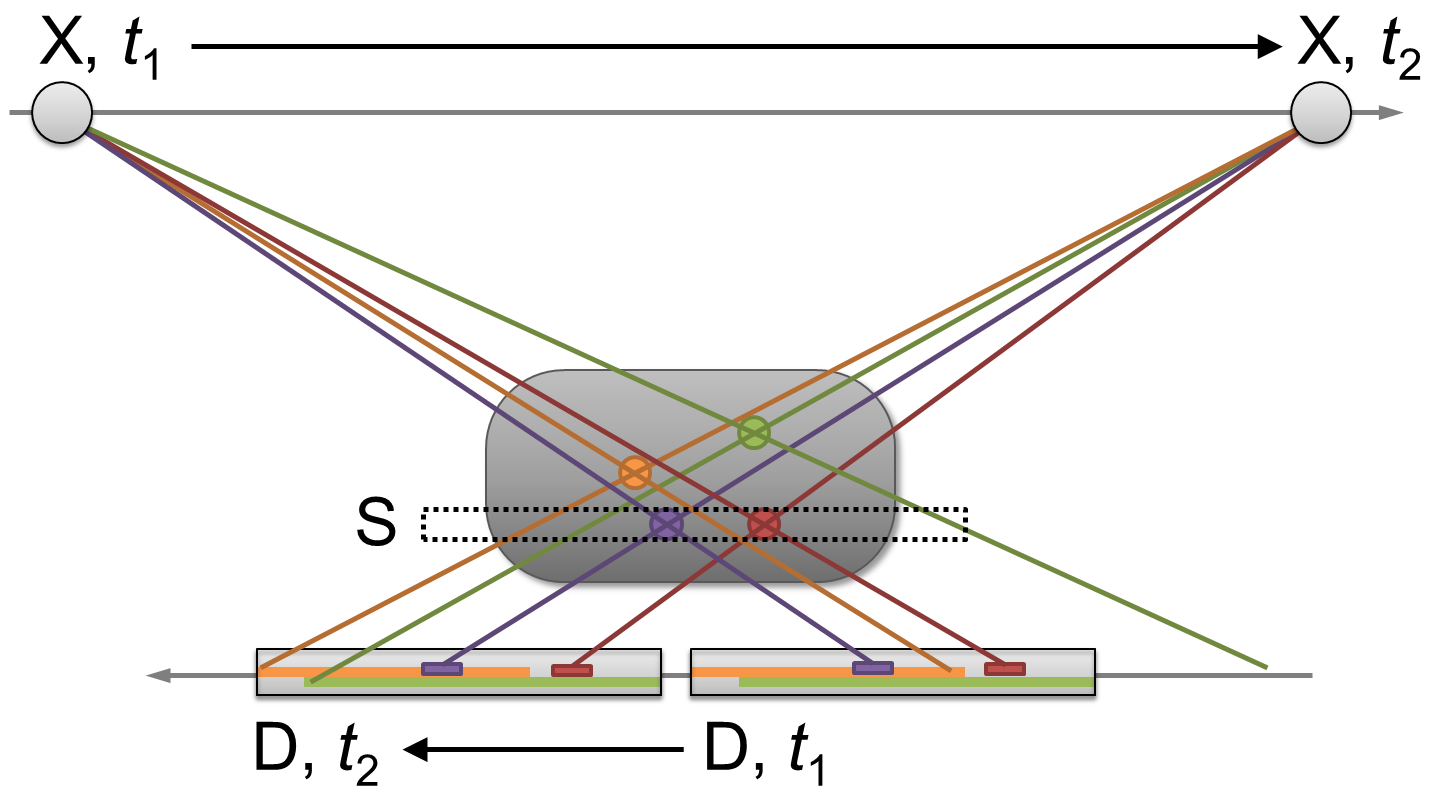
Technisches Prinzip der konventionellen Röntgentomographie. Während der Aufnahme (vom Zeitpunkt zum Zeitpunkt) bewegen sich Röntgenquelle (X) und Detektor (D) gleichzeitig in entgegengesetzte Richtungen. Nur Bildelemente (violett, rot) aus einer Schicht (S) werden scharf abgebildet, Details (gelb, grün) aus allen anderen Schichten werden unscharf verwischt.

Die Röntgentomographie (auch Verwischungstomographie) ist ein historisches bildgebendes Verfahren zur Darstellung einer Schicht innerhalb des untersuchten Objekts.
Man spricht heute meist von der „konventionellen Schichtaufnahme“, um das Verfahren von der moderneren Röntgencomputertomographie abzugrenzen.
Während der Belichtung werden der Röntgenfilm und die Strahlenquelle gegenläufig bewegt. Dadurch entsteht eine scharfe Abbildung nur der Strukturen, die in der Fokusebene liegen. Strukturen außerhalb der Fokusebene werden verwischt.
Die Bewegung des Aufnahmeapparats (Auslenkung, Pfad) ist veränderbar, so dass je nach Einstellung unterschiedlich dicke Schichten aufgenommen werden können.
Bei einem Auslenkwinkel unter ±10° in lediglich einer Schwenkrichtung (meist Kopf-Fuß-Richtung) erhält man dicke Schichten und spricht von Zonographie.
Indikationen waren hierfür früher der Verdacht auf Nierensteine, ein Bronchialkarzinom oder eine Wirbelsäulenverletzung.

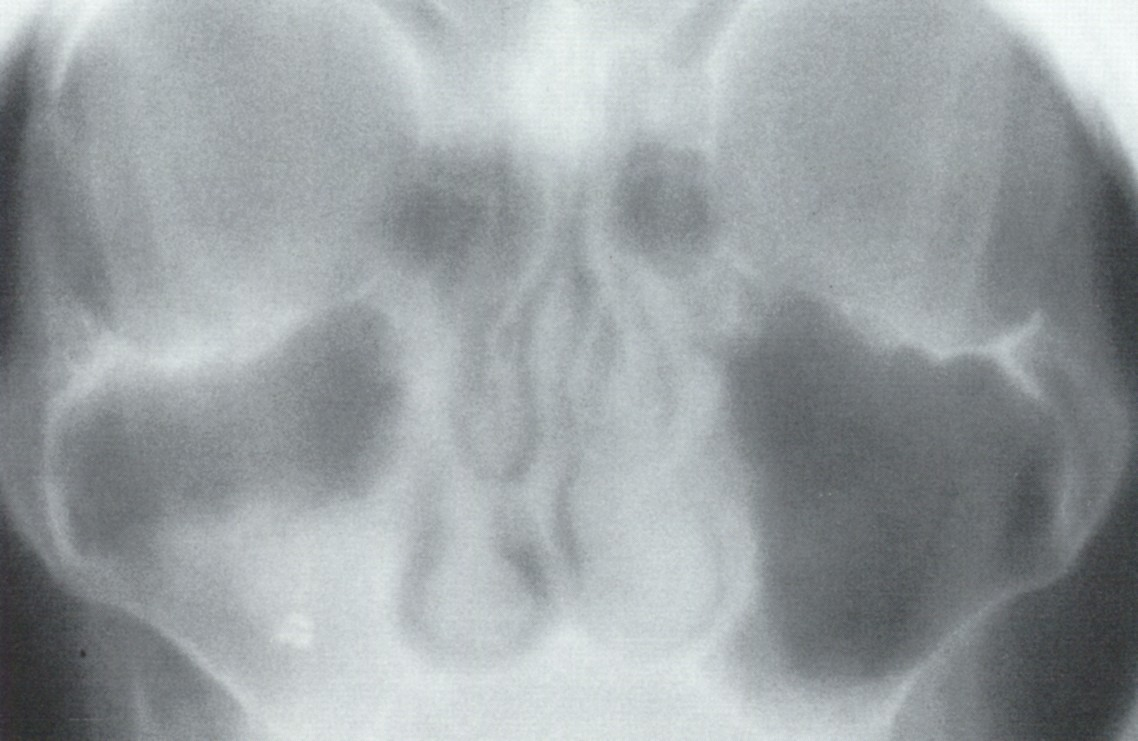
Konventionelle Röntgentomographie des Mittelgesichts. Der Grauschleier entsteht durch die verwischten Strukturen außerhalb der Fokusebene.

Gegenüber der vorgenannten linearen Verwischung kann man Auslenkungen in mehrere Richtungen vornehmen; dieses Verfahren wird gelegentlich auch als Polytomographie bezeichnet. Man erhält dadurch mit hoher Strahlendosis sehr dünne Schichten. Indikationen hierfür waren früher Untersuchungen des Innenohres.
In Form der Orthopantomographie, einer Übersichtsdarstellung der Kieferknochen, wird die Tomographie in der Zahnmedizin verwendet. Andere Körperregionen werden heute praktisch ausschließlich mittels Computertomographie, Kernspintomographie oder im Falle der Mammographie mittels Tomosynthese untersucht.